# أن يونغ هاك
أن يونغ هاك (بالكورية: 안영학) (مواليد 25 أكتوبر 1978 في كاراشيكي) لاعب كرة قدم كوري شمالي يلعب حاليا لصالح نادي أوميا أرديجا الياباني .

## روابط خارجية
- أن يونغ هاك على موقع الاتحاد الدولي (مؤرشف)  (الإنجليزية)
- أن يونغ هاك على موقع رابطة كرة القدم اليابانية للمحترفين (اليابانية)
- أن يونغ هاك على موقع دوري كوريا الجنوبية (الإنجليزية)
- أن يونغ هاك على موقع قاعدة بيانات كرة القدم.إي يو (الإنجليزية)
- أن يونغ هاك على موقع ناشيونال فوتبول تيمز (الإنجليزية)
- أن يونغ هاك على موقع Soccerway.com (الإنجليزية)
- أن يونغ هاك على موقع عالم كرة القدم.نت (الإنجليزية)